# Vihorlát

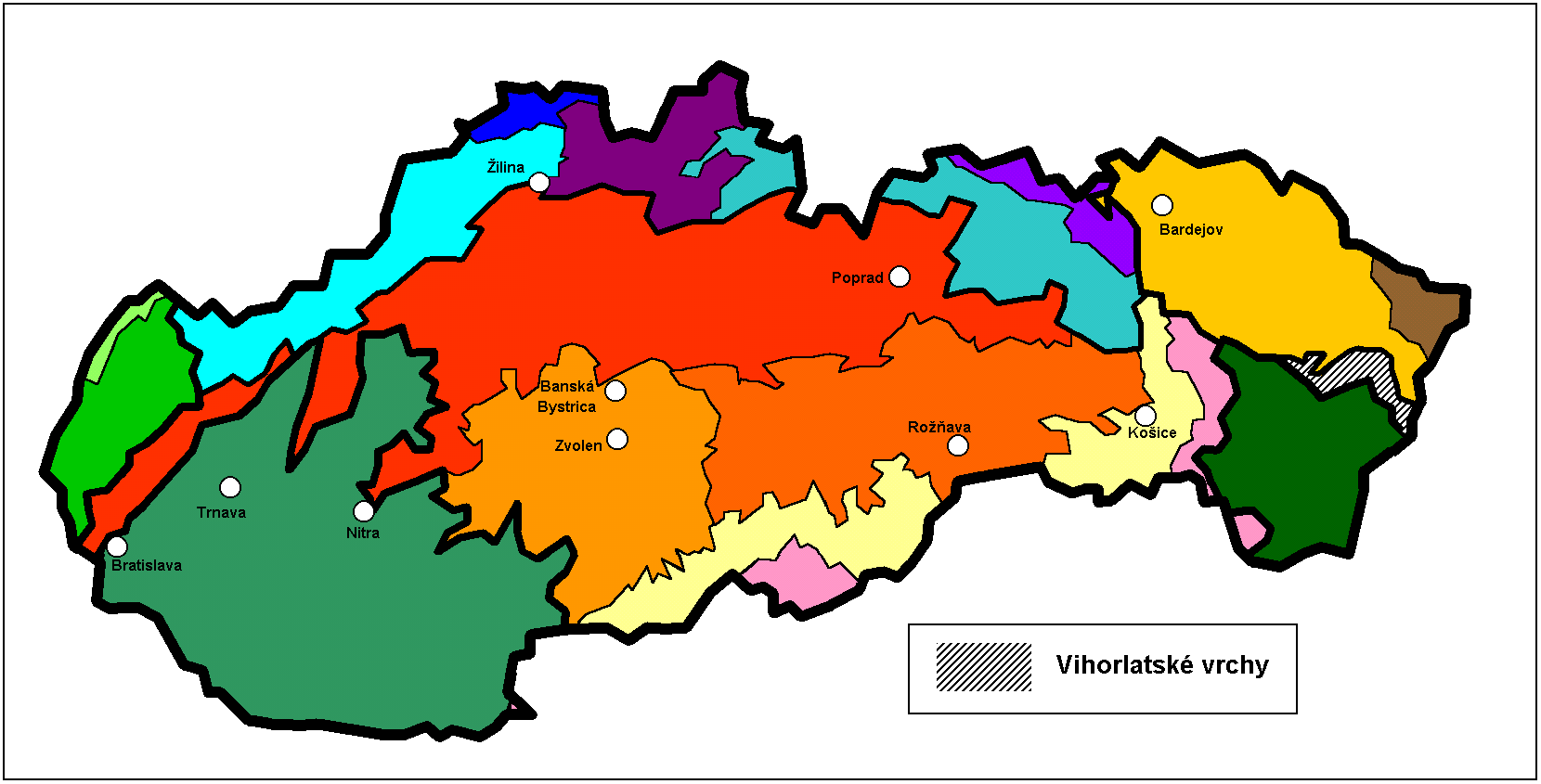
A Vihorlát Szlovákia geomorfológiai térképén, szürkével jelölve

A Vihorlát (szlovákul Vihorlatské vrchy; ukránul Вигорлат, Vihorljat) egy vulkáni eredetű hegység Kelet-Szlovákiában és Nyugat-Ukrajnában. Egyes területei a világörökség részei.

## Etimológia
A név szláv eredetű. Feltehetően a rutén vyharj / vyhar (szlovákul výhor) lehet az eredője, ami leégett erdőt jelent, a csoportképző -at utótaggal. Jelentése ekként "hegység leégett erdőkkel". A magyar Vihorlát név ennek az átvétele.

## Leírása
Szlovákiai része 55 km hosszú és 11 km széles. Legmagasabb pontja az 1076 méter magas Vihorlát, második legmagasabb csúcsa az éppen a szlovák-ukrán határon álló 1025 méter magas Szeles-kő (Vitrova Szkala). A Vihorlát-Gutin hegyvidék része. Nyugaton és délen a Kelet-szlovákiai síkság (azaz lényegében az Alföld) határolja. Az Ungi-határhegységtől és a Laborc-felföldtől a Beszkidek déli nyúlványai választják el. Legnagyobb tava a Morské oko (Vihorláti-tengerszem).  Főként bükk, tölgy, és kőriserdők borítják. A Kisortoványtól keletre található Kyjovský prales egy ősbükkös, amit 2007. június 28-án a világörökség részévé nyilvánítottak.
A földtörténeti harmadkor végén jött létre, a neogén idején, amikor erőteljes vulkáni működés zajlott a területen. Itt ez viszonylag későn, kb. 15 millió évvel ezelőtt zajlott. A legmagasabb hegycsúcsok nagyjából 9 millió éve, a vulkáni működés végén alakultak ki, és főként andezit alkotja ezeket. Bazaltképződés egyáltalán nem zajlott. A vulkáni tevékenység idején ezt a területet egy sekély, már apadóban lévő tenger fedte, így kezdetben nem, csak hosszú idő után magasodott ki a Vihorlát a környezetéből. Emiatt nem is lehet találni klasszikus vulkáni alakzatokat, hanem helyette inkább eróziós törésformákat, rétegvulkáni szerkezeteket.
Ugyan a Vihorlát fiatal hegységnek számít, felszíne jelentősen lepusztult. Az eredetileg magasabb hegycsúcsok az erózió és a nagymértékű földcsuszamlások hatására sokat vesztettek magasságukból. A hegylábaknál ennek bizonyítékai a hatalmas hordalékkúpok. A régi lávafolyamok mára kőtengerekké morzsolódtak.
A hegyet alkotó andezit kiváló lehetőséget biztosít a víz beszivárgásához, a törésvonalak mentén számos víznyelő található.

## Galéria

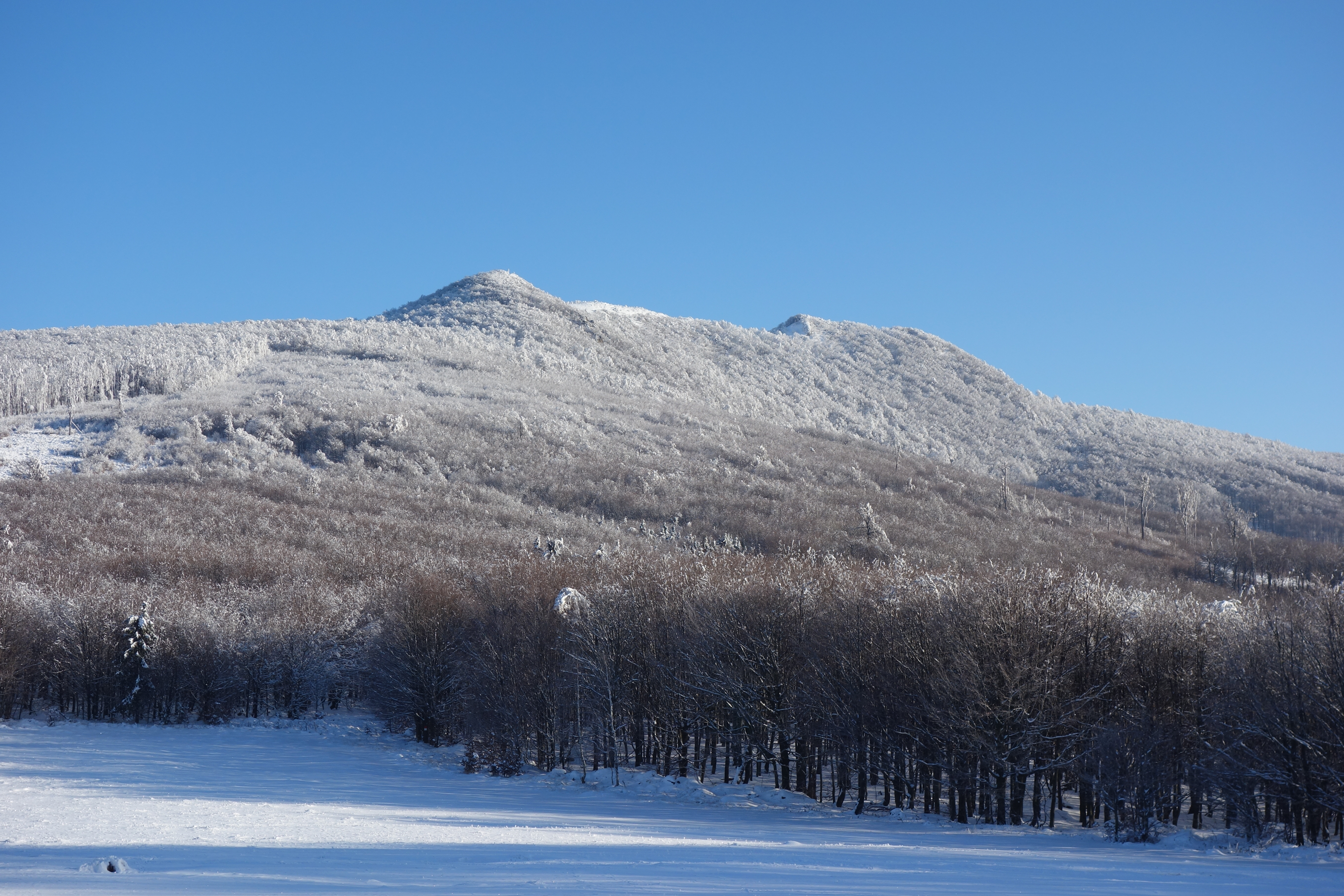
A Vihorlát, a hegység legmagasabb csúcsa (1076 m)
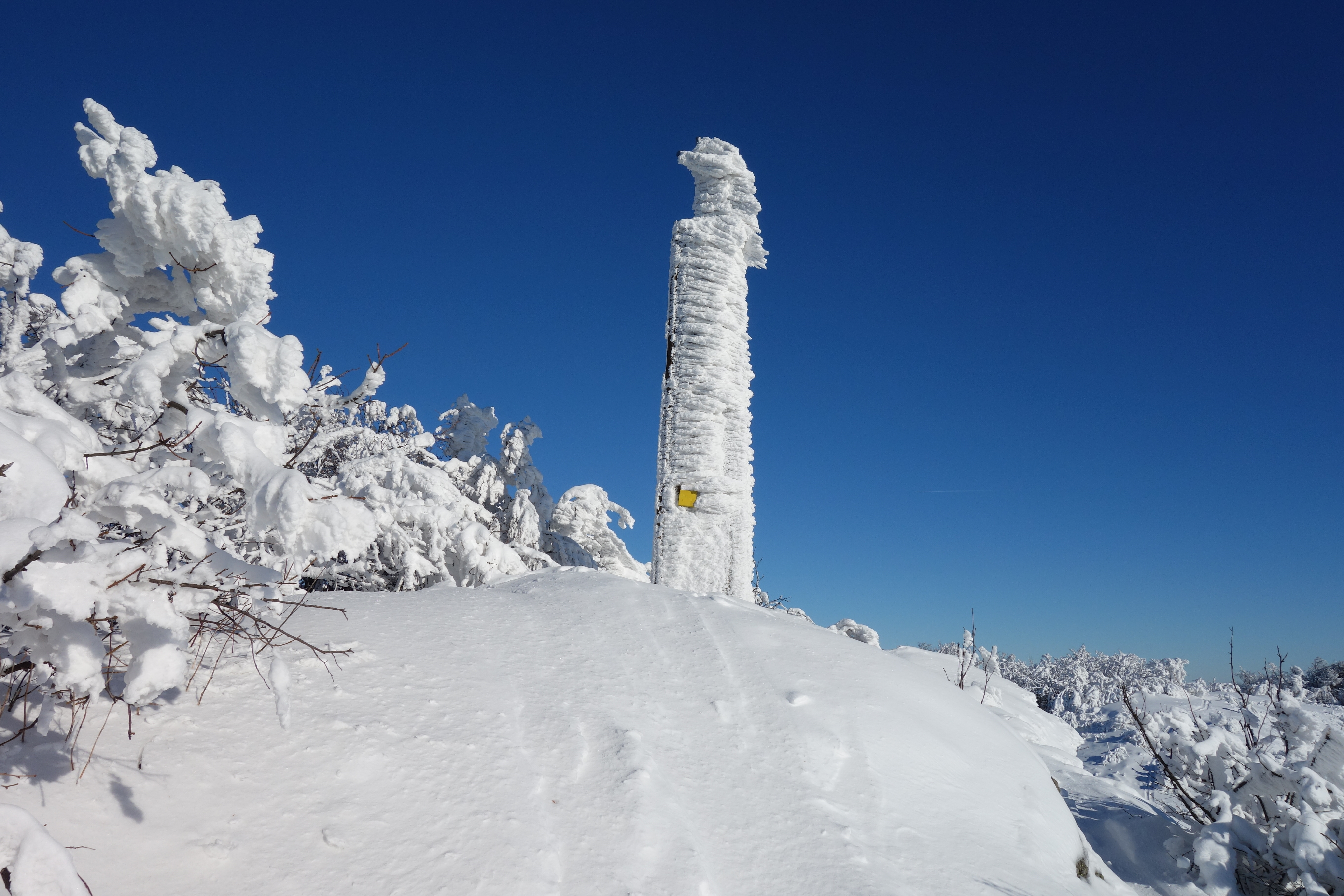
Zúzmarával belepett oszlop a Vihorláton
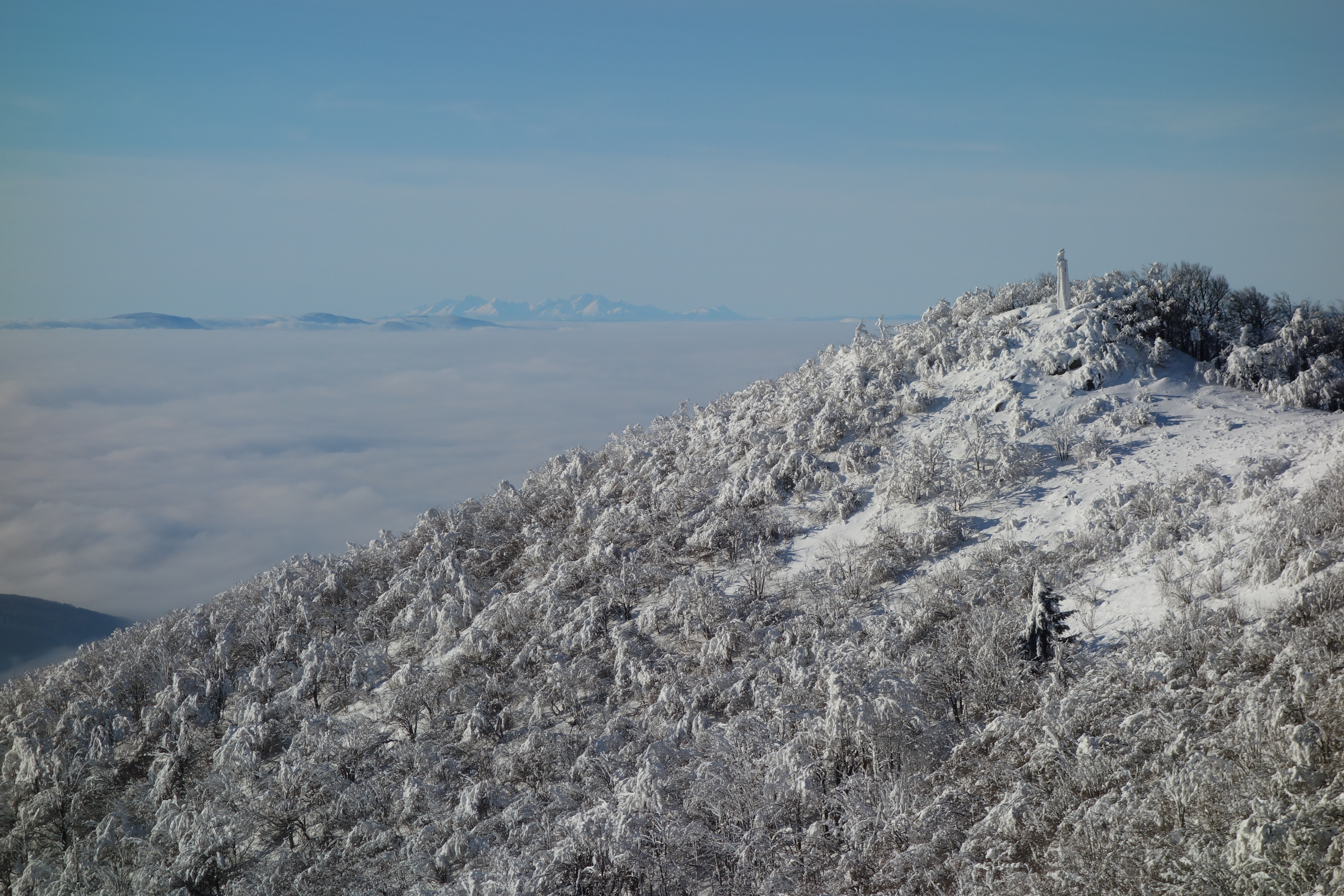
A Vihorlát télen, háttérben a Magas-Tátra csúcsai
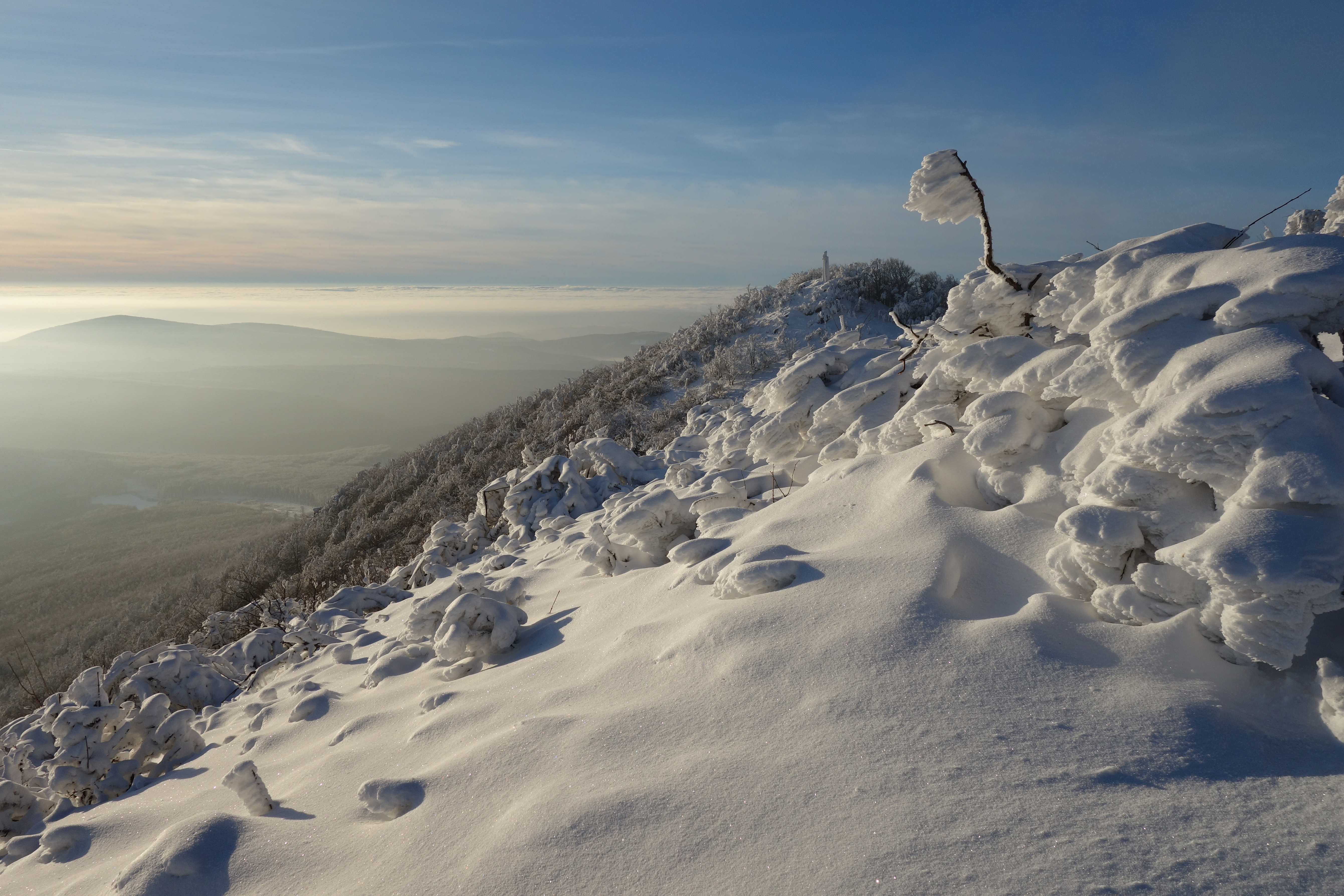
Tél a Vihorláton
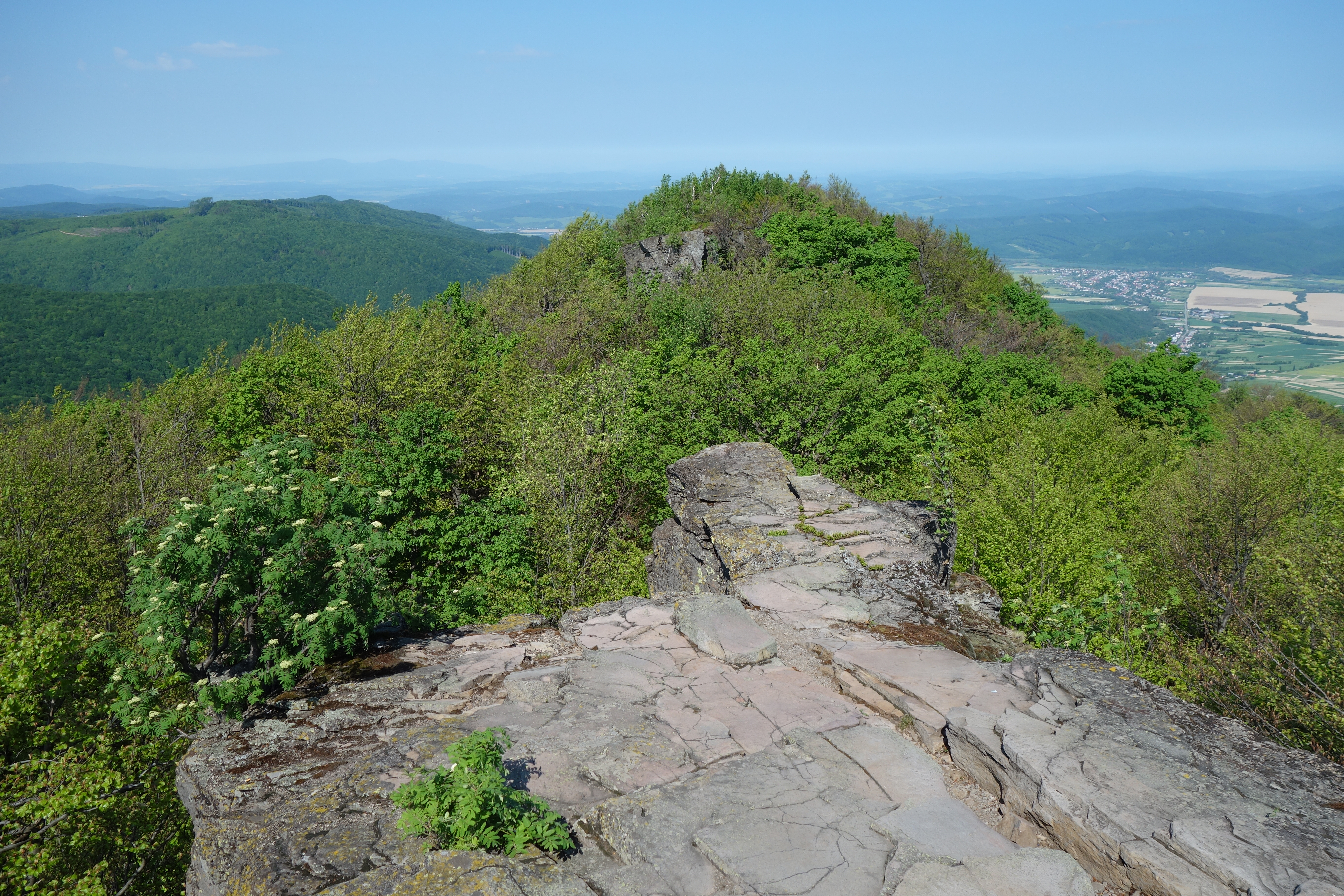
Álom-kő (Sninský kameň) (1006 m)
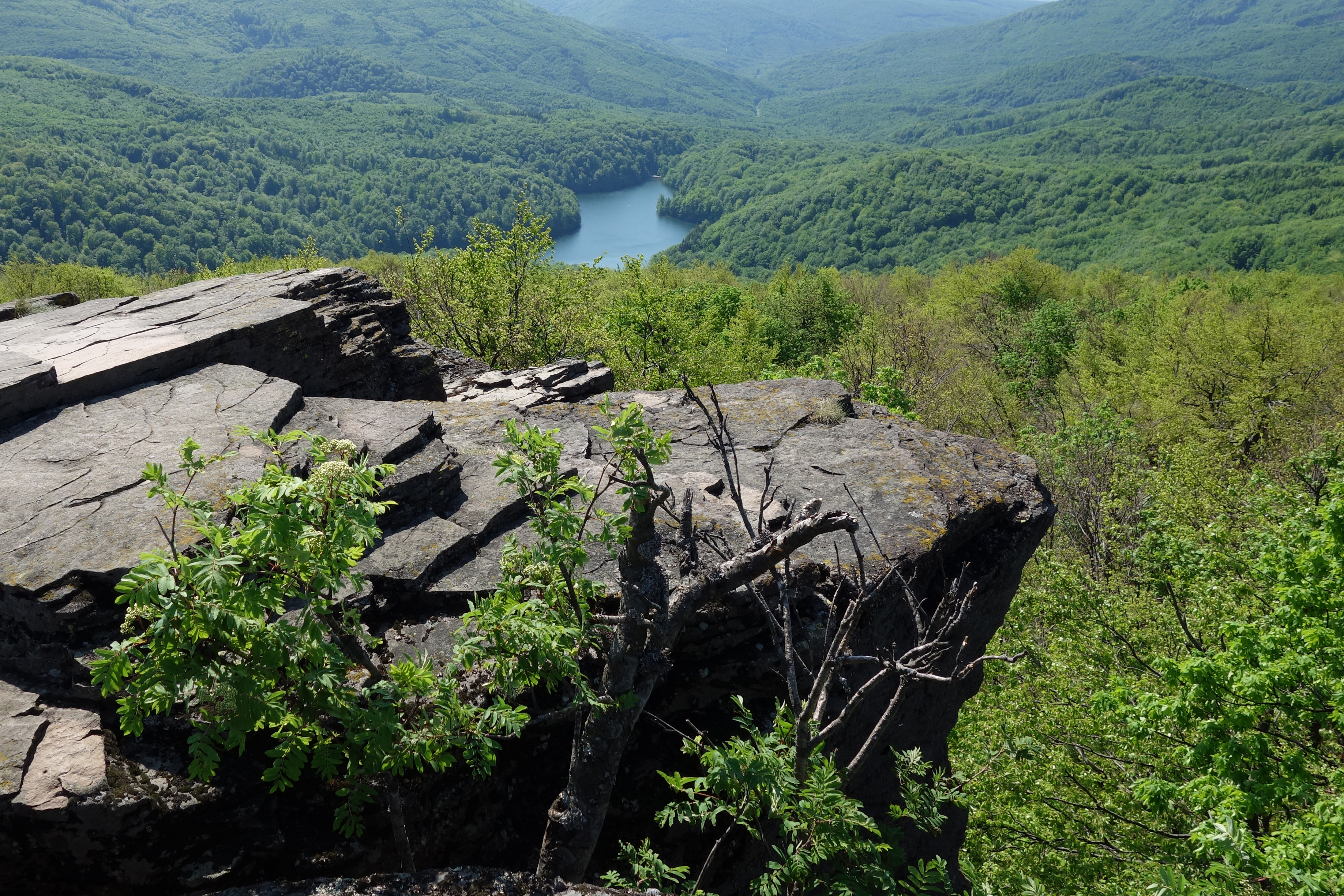
A Morské oko (Vihorláti-tengerszem)
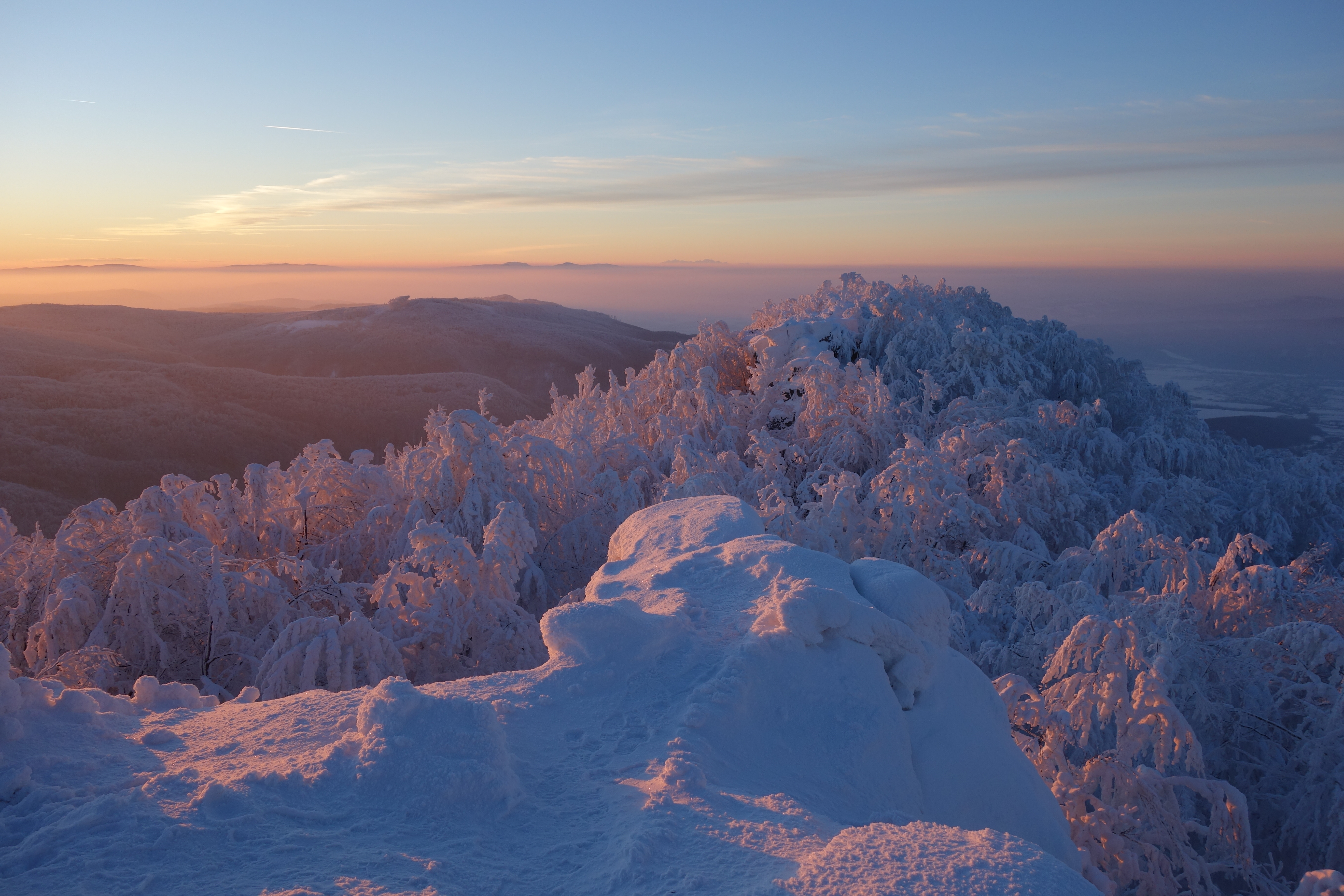
Az Álom-kő (Sninský kameň) a téli naplementében
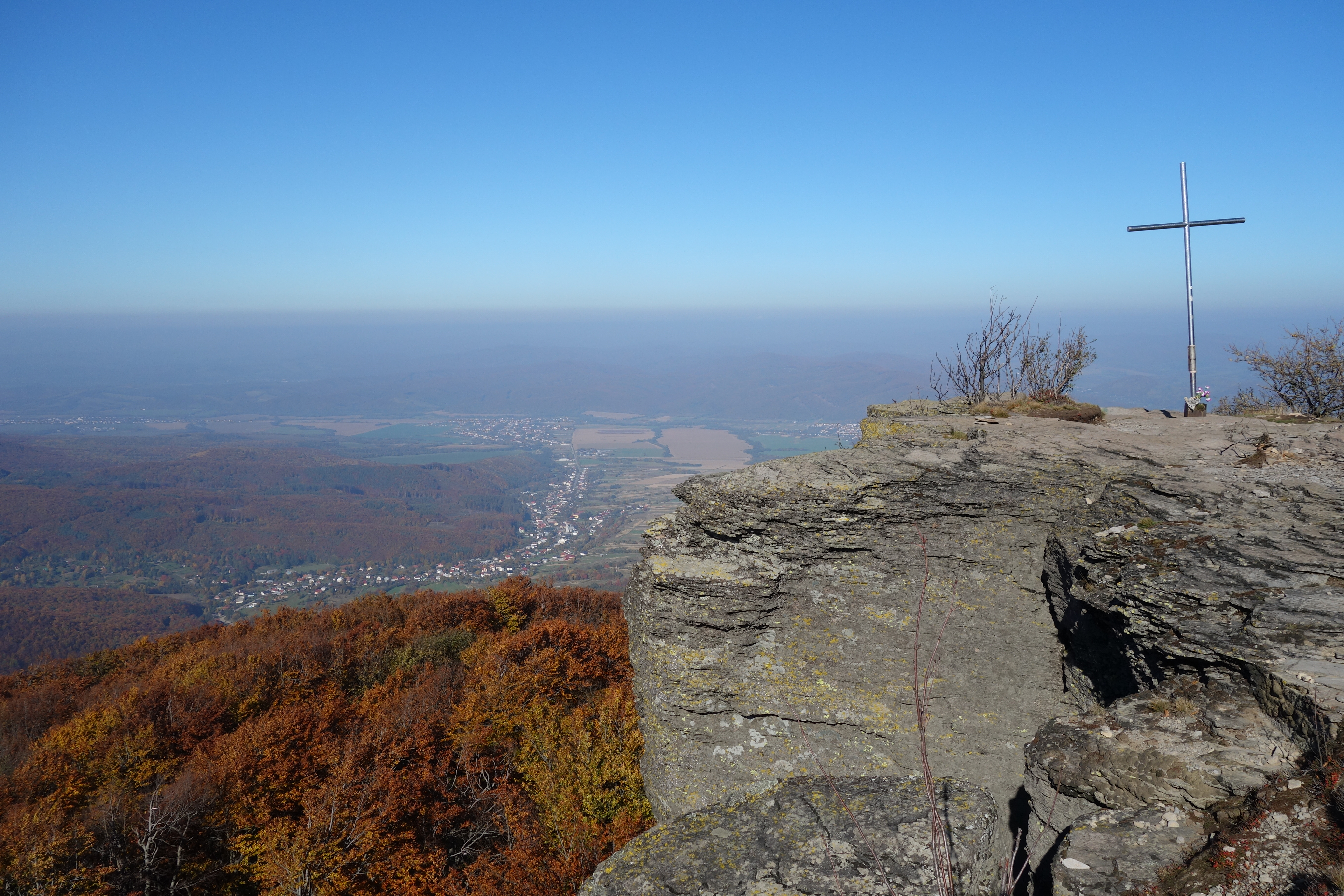
Az Álom-kő (Sninský kameň) ősszel
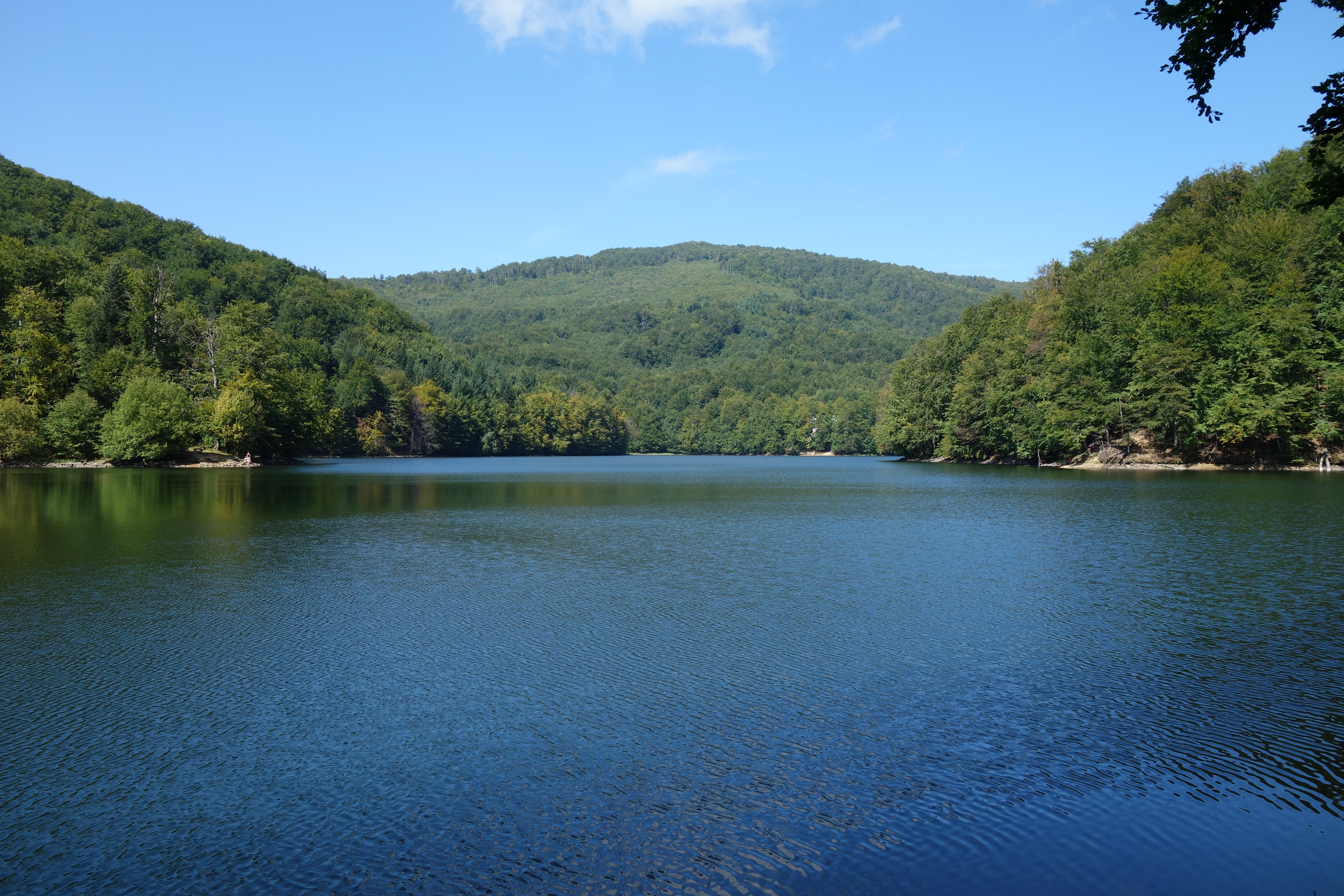
A Morské oko (Vihorláti-tengerszem)
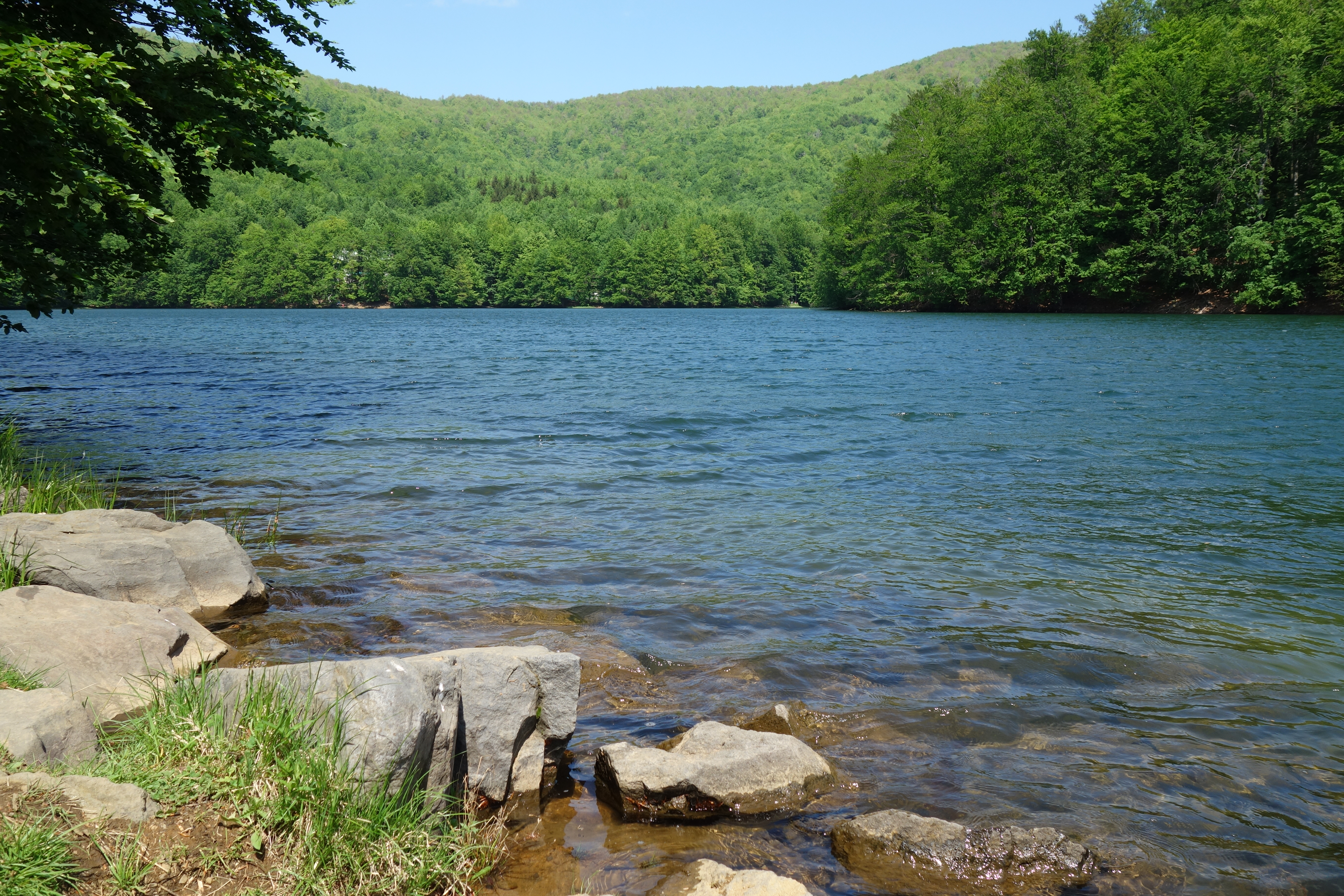
Morské oko májusban
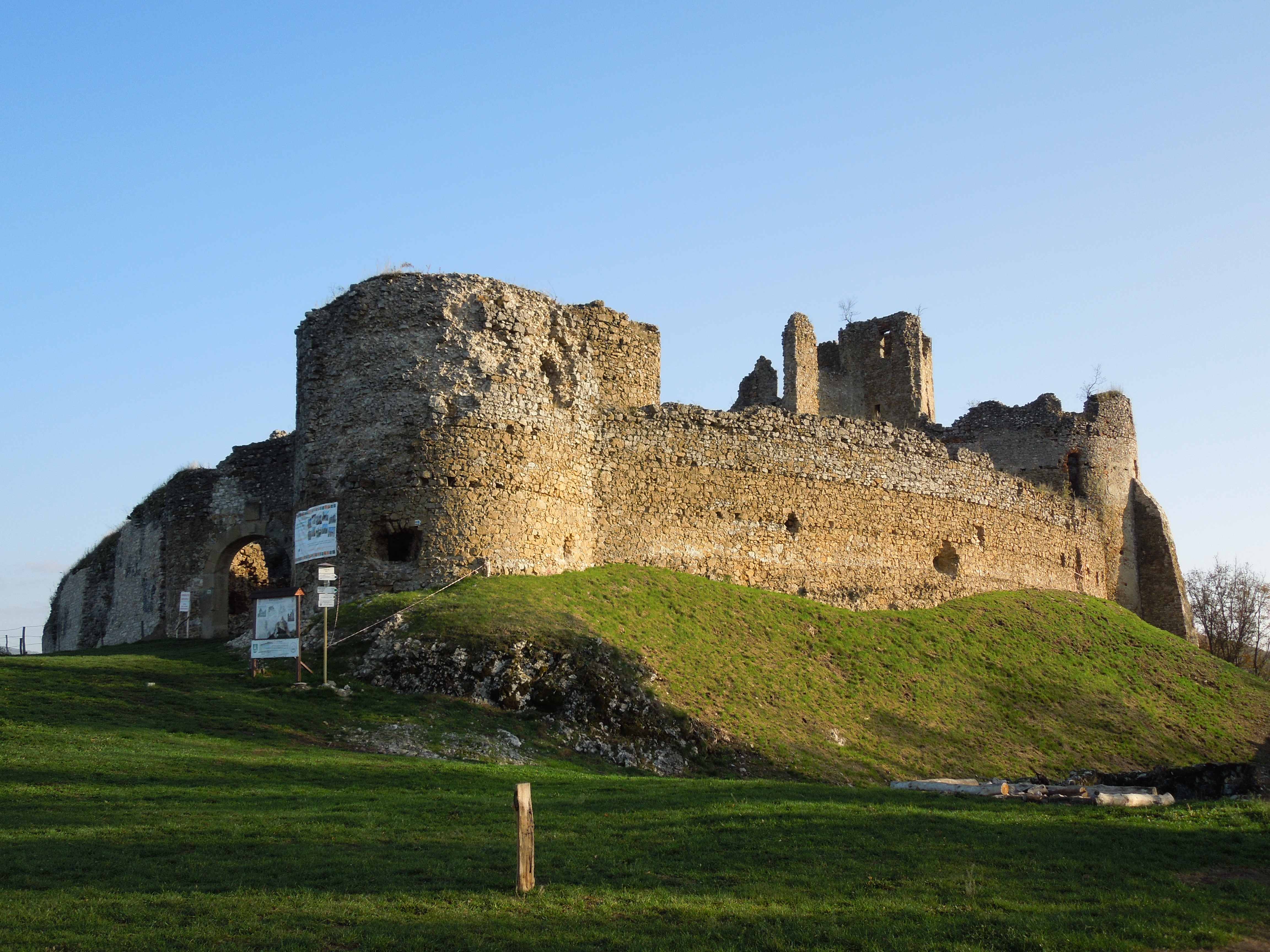
Jeszenő vára
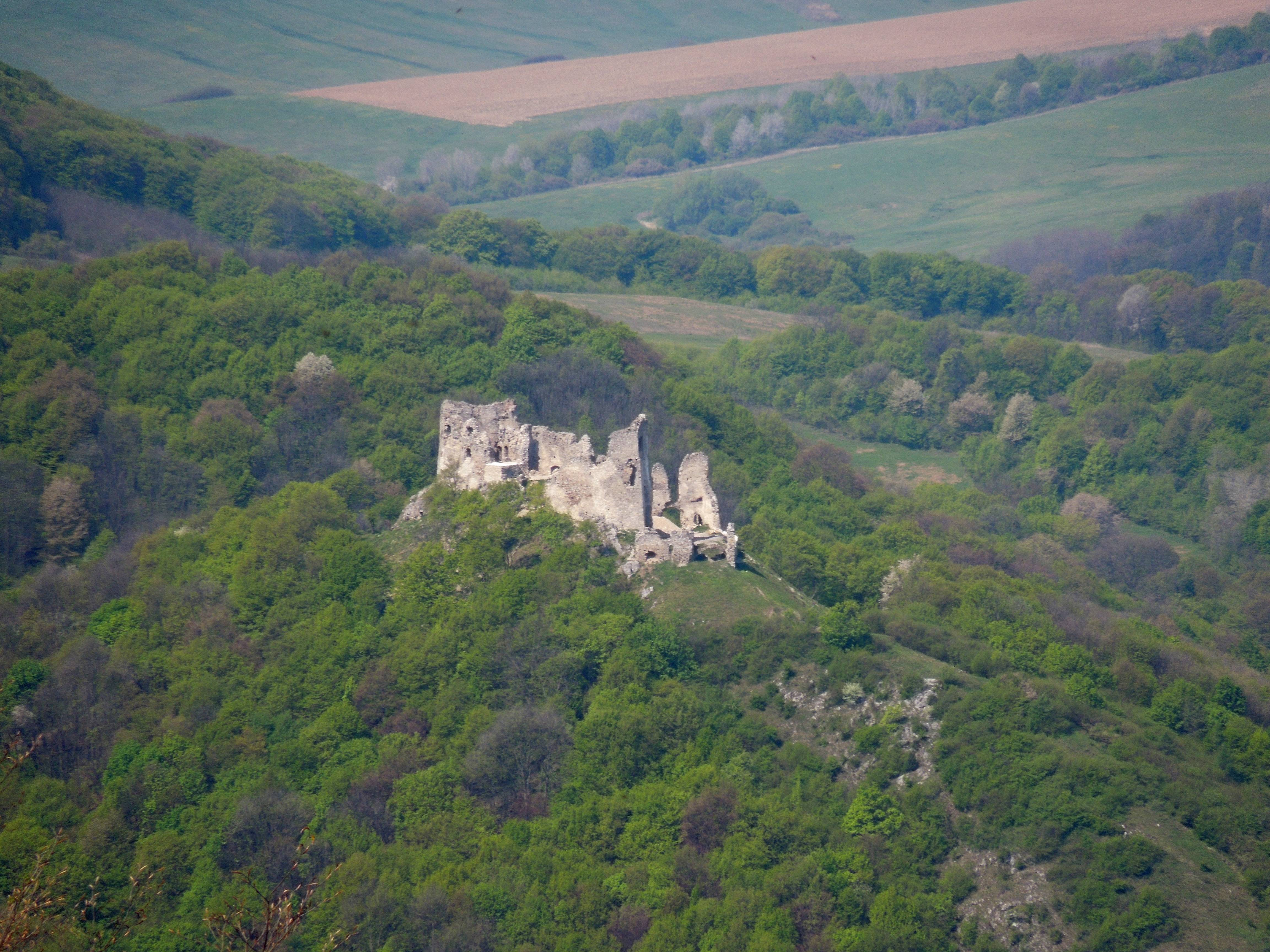
Barkó vára

## Forráshivatkozások
1. ↑  https://apl.geology.sk/mapportal/img/pdf/tm19a.pdf
2. ↑  Böhm, V., 1983, Regionálna hydrogeológia ČSSR II. (Západné Karpaty). Univerzita Komenského v Bratislave, 141 s.

## Fordítás
Ez a szócikk részben vagy egészben  a   Vihorlatské vrchy című szlovák Wikipédia-szócikk ezen változatának fordításán alapul.  Az eredeti cikk szerkesztőit annak laptörténete sorolja fel. Ez a jelzés csupán a megfogalmazás eredetét és a szerzői jogokat jelzi, nem szolgál a cikkben szereplő információk forrásmegjelöléseként.